# 中央選舉管理委員會
中央選舉管理委員會（韩语：중앙선거관리위원회，National Election Commission，NEC）是韩国独立的选举部门，与韩国国会、韩国行政部门、韩国大法院和韩国宪法法院具有同等地位。该机构设立的目的是公平管理选举和全民公决以及与政党和基金有关的行政事务。该机构是1963年1月21日根据大韓民國憲法第114条而设立。
2024年韓國戒嚴期间，有军队被派往占领该委員會总部。

## 组织
中央選舉管理委員會由9名委员组成，3名由总统提名、3名由国会提名、3名由大法院长提名。委员长和副委员长由委员互选产生，惯例上委员长由大法官出任。副委员长是部长级职位，全职工作。委员任期6年，不得参与任何政党与政治活动。
- 委員長
- 副委員長

部长級事務总長、次官級事務次長（企画管理室・選舉政策室）
- 事務总長
- 事務次長
- 代言人
- 監査官
- 企画管理室　　
  - 企画局
  - 国際選舉企画部
  - 管理局
  - 行政局
- 選挙政策室
  - 法制局
  - 調査局
  - 廣報局
- 選舉研修院
- 中央選舉放送討論委員会